# Lissonota rufescens
Lissonota rufescens là một loài tò vò trong họ Ichneumonidae.